# Sogona kerrana
Sogona kerrana är en mångfotingart som beskrevs av Chamberlin R. 1940. Sogona kerrana ingår i släktet Sogona och familjen storjordkrypare. Inga underarter finns listade i Catalogue of Life.